# カール・オーベルク

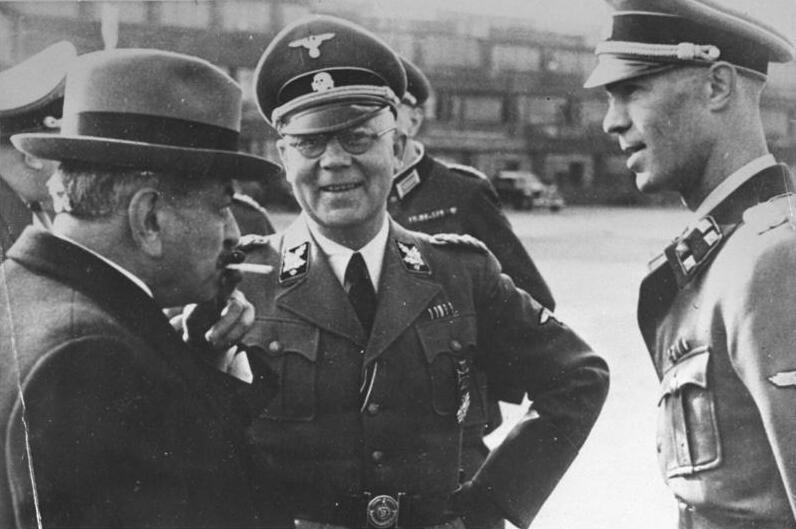
カール・オーベルク（中央）。フランス・ヴィシー政府首相ピエール・ラヴァル（左）、ヘルベルト・ハーゲン（右）とともに

カール・アルブレヒト・オーベルク（Carl Albrecht Oberg、1897年1月27日 - 1965年6月3日）は、ナチス・ドイツの親衛隊（SS）の将軍。第二次世界大戦中にドイツに占領されていたフランスの親衛隊及び警察高級指導者（HSSPF）を務めた。最終階級は親衛隊大将（SS-Obergruppenführer）、警察大将（General der Polizei）、武装親衛隊大将（General der Waffen-SS）。

## 略歴
ドイツ帝国の自由都市ハンブルクに医学博士カール・オーベルクとスザンナの息子として生まれた。1914年8月に第一次世界大戦が勃発するとすぐに軍に志願した。1916年9月には少尉(Leutnant)に昇進した。一級鉄十字章と二級鉄十字章を受章している。
戦後、ハンブルクに戻り、商家で働いたのち、フレンスブルクの工場で働いた。1923年に五歳年下の娘と結婚。三人の子供を儲けた。1926年からハンブルクに戻り、外国果実卸販売会社で勤務した。1930年秋にこの会社を退職してハンブルクの市庁舎の近くの商店街でタバコ小売店の営業を始めた。
タバコ小売店営業をしていた1931年6月に国家社会主義ドイツ労働者党（ナチス党）に入党する（党員番号575,205）。1932年4月にハンブルクの親衛隊（SS）に入隊した。1933年5月15日、親衛隊情報部（SD）長官ラインハルト・ハイドリヒがハンブルクのSD地方組織を視察した際、ハイドリヒに抜擢されて、1933年7月1日からオーベルクはハイドリヒの司令部で勤務することになった。やがてオーベルクはハイドリヒの右腕ともいうべき立場を確立する。1934年6月30日の長いナイフの夜の際にもハイドリヒの側近として積極的な関与があった。
しかしやがてハイドリヒと仲たがいし、SD本部を出て第IVSS地区（ハノーファー）の幕僚長（Stabsführer des SS-Abschnitts IV）に転じた。1939年にはザクセン州のツヴィッカウで警察署長となる。
第二次世界大戦開戦後、1941年8月から1942年5月までラドムの親衛隊及び警察指導者（SSPF）に就任。同地でユダヤ人迫害政策やポーランド労働者狩り出しに専念した。1942年5月からは占領地フランスの親衛隊及び警察高級指導者に転じた。フランスでのユダヤ人やレジスタンス狩りに責任があり、「パリの虐殺者」と言われた。彼の支配の下、ヴィシー・フランス政権の協力も受けて、7万5000人のユダヤ人がフランスからドイツやポーランドの絶滅収容所へ移送されたとみられている 。
1944年7月20日のヒトラー暗殺未遂事件では、反ヒトラー派により一時的に身柄が拘束されたが、事件の失敗で拘束が解かれ、「裏切者」の逮捕に辣腕を振るった。
1944年8月のパリ解放に伴いフランスから帰国。ヴァイクセル軍集団に配属されて、チロル地方で終戦を迎えた。
オーベルクは、オーストリアのキッツビュール近郊に潜伏していたが、1945年5月に米軍に発見されて逮捕された。1946年10月にはフランスに身柄が引き渡され裁判にかけられた。1954年10月に死刑判決を受けたが、1958年に終身刑に減刑され、その後20年の労働刑に減刑にされて世論の非難を浴びた。さらにド・ゴール大統領から恩赦を受けて、1962年11月28日には釈放された。
1965年6月3日にフレンスブルクで死去。

## 階級
- 1933年7月1日、親衛隊少尉（SS-Untersturmführer）[2]
- 1935年11月、親衛隊大佐（SS-Standartenführerｚ）[4]
- 1939年4月、親衛隊上級大佐（SS-Oberführer）[2]
- 1942年5月、親衛隊少将（SS-Brigadeführer）、警察少将（Generalmajor der Polizei）[5]
- 1943年4月 親衛隊中将（SS-Gruppenführer）、警察中将（Generalleutnant der Polizei）[5]
- 1944年8月、 親衛隊大将（SS-Obergruppenführer）、警察大将（General der Polizei）[5]
- 1945年3月、武装親衛隊大将（General der Waffen-SS）[5]